# زنارستات
زنارستات (انگلیسی: Zenarestat) یک داروی مهارکننده آلدوز ردوکتاز است که به عنوان درمان نوروپاتی دیابتی و آب مروارید مورد بررسی قرار گرفت، اما توسعه آن متوقف شد.